# Michael Herr
Michael Herr (Lexington (Kentucky), 13 april 1940 — New York, 23 juni 2016) was een Amerikaans schrijver en oorlogscorrespondent. Hij schreef het boek Dispatches (1977) over zijn ervaringen als oorlogscorrespondent tijdens de Vietnamoorlog voor de Amerikaanse Esquire. Samen met Francis Ford Coppola en John Milius tekende hij voor het script van de oorlogsfilm Apocalypse Now (1979), die een Oscar, een Golden Globe en een Gouden Palm won. Herr was ook coproducent voor de oorlogsfilm Full Metal Jacket (Stanley Kubrick, 1987) die werd genomineerd voor een Oscar.
Herr woonde in Delhi (New York) en overleed op 76-jarige leeftijd.